# 萊德尼采-瓦爾季采文化景觀
萊德尼采-瓦爾季采文化景觀（捷克語：Lednicko-valtický areál）是捷克的一處世界文化遺產，指捷克摩拉維亞南部地區萊德尼采和瓦爾季采這兩座城市的文化景觀，包括了萊德尼采城堡、瓦爾季采城堡等建築。 
大约修建于12 世纪。如今带有罗马风格的要塞和风景如画的村庄们，特别是那些风格式样各异的建筑与壮美的自然风景交汇在了一起，组成了令人叹为观止的自然和人文景观。这一片地区经历了非常漫长的发展阶段，一直到14世纪末才被确定作为波西米亚国家里程碑的地位。不久以后来自南边的列支敦士登民族占领了这一地区。现在该景区占地将近300平方公里，风景主要是英式的园林风格。巴洛克式建筑和新文艺复新式和小巧的附属建筑风格相结合。

## 外部連結
维基共享资源上的相關多媒體資源：萊德尼采-瓦爾季采文化景觀
- World Monuments Fund, Conservation & Economic Enhancement Plan for Valtice Zamek & its Environs, 1993.
- World Monuments Fund, Conservation & Economic Enhancement Plan for Lednice Zamek & its Environs, 1995.
- Lednice-Valtice Areal （捷克文）

48°46′32.988″N 16°46′30″E / 48.77583000°N 16.77500°E